# Max Knoll
Max Knoll (* 17. Juli 1897 in Schlangenbad; † 6. November 1969 in München) war ein deutscher Elektrotechniker. Er entwickelte mit Ernst Ruska das erste Elektronenmikroskop der Welt.
Knoll promovierte nach seinem Studium in München an der TH Berlin im Institut für Hochspannungstechnik. 1927 übernahm er dort die Arbeitsgruppe für Elektronenforschung, wobei Ernst Ruska zu seinen Mitarbeitern zählte. Mit ihm entwickelte er aus den Forschungen zum Kathodenstrahl-Oszillographen 1931 das erste Elektronenmikroskop.
Ab April 1932 bis Kriegsende leitete er bei Telefunken in Berlin die Entwicklung der Fernsehröhre, gleichzeitig war er Privatdozent an der TH. Von 1948 bis 1956 war er Professor für Elektrotechnik und Elektronenoptik an der Princeton University in den USA. Danach übernahm er an der TU München die Leitung des neu gegründeten Instituts für Elektronik.
Für seine Entwicklungen auf dem Gebiet der Elektronenmikroskopie wurden ihm zahlreiche Ehrungen zuteil, darunter die Silberne Leibnizmedaille der Preußischen Akademie der Wissenschaften 1941, die Ehrendoktorwürde der Universität Tübingen 1965 und die Ehrenmitgliedschaft der Deutschen Gesellschaft für Elektronenmikroskopie 1967. Er starb 1969 in München.